# Yasin Öztekin
Yasin Öztekin (Dortmund, 19 maart 1987) is een Turkse voetballer. Hij speelt sinds 2023 voor Bucaspor. Tussen 2015 en 2016 speelde hij voor het Turks voetbalelftal.

## Clubcarrière
Na de jeugdopleiding te hebben doorlopen van Borussia Dortmund, speelde hij vier jaar lang voor het tweede elftal. Na twee jaar onder contract te hebben gestaan van het eerste elftal, maakte hij een transfer naar  Gençlerbirliği om zijn carrière in Turkije te vervolgen.

## Interlandcarrière
In een oefeninterland op 4 juni 2015 tegen Bulgarije (4–0 winst) maakte hij zijn debuut in het Turks voetbalelftal.